# Odaia Banului, Buzău
Odaia Banului este un sat în comuna Țintești din județul Buzău, Muntenia, România. Se află în zona de câmpie de la sud de orașul Buzău.
La sfârșitul secolului al XIX-lea, satul Odaia Banului avea 220 de locuitori și 44 de case, și făcea parte din comuna Simileasca din județul Buzău. În 1925, el fusese transferat la comuna Maxenu, care s-a desființat în 1968, satele ei fiind incluse în comuna Țintești.